# Catunaregam nilotica
Catunaregam nilotica là một loài thực vật có hoa trong họ Thiến thảo. Loài này được (Stapf) Tirveng. mô tả khoa học đầu tiên năm 1978.